# Chrome Soldiers
Chrome Soldiers (br: Vingança Impiedosa) é um filme inglês de 1992, dirigido por Thomas J. Wright.

## Sinopse
Ao visitar e tentar rever seu irmão Stone, o Cel. Gordon descobre que ele morreu em um incêndio muito mal explicado. Ele começa a investigar o que teria acontecido e, para aumentar suas dúvidas, ele acaba encontrando maconha na roupa do falecido irmão.